# Grateful Days
「Grateful Days」（グレイトフル・デイズ）は、Dragon Ash5枚目のシングル。1999年5月1日発売。発売元はビクターエンタテインメント / HAPPY HOUSE。

## 解説
前作「Let yourself go, Let myself go」から約2ヶ月という短いスパンで発売。6枚目シングル「I LOVE HIP HOP」との同時発売。品番の関係上、本作が5th、「I LOVE HIP HOP」が6th。
ゲストボーカルに、ZeebraとACOが参加。表ジャケットにDragon Ash featuring Aco, Zeebraと表記。ランキング番組等も"Dragon Ash featuring Aco, Zeebra"として紹介。
発売週のオリコンシングルチャートで、前作を上回る初登場3位を記録。この時は、L'Arc〜en〜Cielの「HEAVEN'S DRIVE」と宇多田ヒカルの「First Love」に阻まれたが、翌週に、その2作の週間売上を上回り（L'Arc〜en〜Cielは3週目）、バンド初のオリコンチャート1位を獲得。同週「Let yourself go, Let myself go」が7位（最高位は4位）、「I LOVE HIP HOP」は4位にチャートイン。最終的には90万枚を売上、2016年現在同バンド最大のヒット曲となる。ヒップホップの作品、ミクスチャー・バンドのシングルとしても共に初のオリコン1位獲得作品となった。
Dragon Ash側から仲間などに感謝する曲を作りたいと提示があり制作された。参加したZeebraが制作当時（後に妻となる）中林美和を成人式の会場に車で送迎した時に、地元の昔の友達と再会して楽しんでいるのを見て感化され、リリックを書いた。ラップやDJをしていなくてもヒップホップが好きな人に共感できる様な内容を心掛けたという。
トラックは、1993年に発売されたスマッシング・パンプキンズの「Today」のギターフレーズをサンプリングしている。
後にミクスチャー・バンドとして活動するが、楽曲発売当時はヒップホップをメインジャンルとして専攻していたため、本作及び2003年のアルバム『HARVEST』発売以前の作品は、ヒップホップの楽曲として取り上げられることが主である。
邦楽（J-POP）におけるCDシングルの形態が従来の8cmから12cmに移行していたことに伴い、12cm盤のみで発売。8cm盤が発売されないのは、当時の邦楽ではまだ比較的珍しい試みであった。C/W曲にリミックスを2曲収録。
前年に発売したアナログ盤『Free Your Mind #33』とデザインが共通しているが、収録内容に特に共通点はなく、全くの別物である。
『COUNT DOWN TV』（TBS系）等ランキングの際に流れた映像では、メインがDragon Ashであるためか、降谷建志が歌うところが流されていた。Dragon Ashはライブにおいて、他アーティストをフィーチャリングした曲は相手がいないと演奏しないので、本楽曲は『Freedom of Expression』ツアーの横浜アリーナ公演でZeebraをゲストに迎えた際に披露したのみ。
2002年にZeebraの所属するキングギドラ（当時）の発表したアルバム「最終兵器」の収録曲「公開処刑」の中でZeebraが降谷を名指しで批判し、対立を表面化させた。そのためDragon AshはYouTubeにて過去に作成されたMVを公開しているが、本作MVは公開されておらず、2007年と2012年にリリースされたベスト・アルバムに収録されていない。2009年に始まったバンドのダウンロード配信や2020年のストリーミング配信からも外され、2022年、メジャーデビュー25周年を記念して作成された全MVを組み合わせた特設ムービーにも使用されなかった。そのため音源を聴くことができるのは、このシングルCDと収録されているアルバム「Viva La Revolution」のCDのみである（但し「Viva La Revolution」にはアルバムver.で収録されているため、シングルver.で聴けるのはこのCDのみ）
Zeebraは、翌2000年の6月のソロ・アルバム『BASED ON A TRUE STORY』収録の「男の条件 featuring MACCHO, Q, BOY-KEN」で、「Grateful Days」における自身のパートの出だし部分「俺は東京生まれHip Hop育ち」を流用している。
バックに流れる演奏のコード進行はパッヘルベルのカノンをほぼ忠実にたどっており、メロディー自体もパッヘルベルのカノンをアレンジしたような雰囲気である。

## 収録曲
- 作詞・作曲：ACO,ZEEBRA and KENJI FURUYA　編曲：Dragon Ash

1. Grateful Days
  - 本作ではフェードアウトで演奏が終わるが、アルバム『Viva La Revolution』では次曲と繋がって収録されているため、厳密にはシングルバージョンは本作のみ収録。
2. Grateful Days (Remix)
3. Grateful Days (Unplugged Mix)

## 参加ミュージシャン
- BACKING VOCAL:ASATO
- BACKING VOCAL:MEGUMI YAMAGUCHI
- PROGRAMMING:MASAHITO TOBISAWA

## 収録アルバム
- 『Viva La Revolution』（#1）